# Савчин Іван Петрович
Савчин Іван Петрович (нар. 23 січня 1934, Задвір'я, нині — Буський район, Львівська область — 20 липня 2020, там само) — письменник, краєзнавець, просвітитель, почесний громадянин Буського району. Член Спілки журналістів СРСР (від 1971 року). Членом Національної Спілки письменників України (від травня 1993 року).

## Життєпис
Іван Петрович Савчин народився 23 січня 1934 року в с. Задвір'я (за польським адмінподілом, Кам'янецький повіт, Тарнопольське воєводство, Польська республіка), нині — Буського району, Львівської області в родині працьовитих хліборобів.
1950 року закінчив місцеву середню школу і вступив до філологічного факультету Львівського державного університету, але за два тижні був виключений через сестру Марію, яка брала участь у ОУН(б), і був заарештований та ув'язнений у тюрмі на Лонцького у Львові, після чого за два місяці разом з матір'ю і старшою сестрою Ольгою та неповнолітніми сестрою Надею і братами Богданом і Зеновієм наприкінці січня 1951 року опинився на засланні у Східному Сибіру (в Іркутській області).
У 1956 році почав на засланні працювати механіком в ліспромгоспі.
У квітні 1959 року повернувся із заслання до с. Задвір'я, а наступного року і його родина та дружина Людмила. У Задвір'ї він влаштувався робітником плодорозсадника Львівського тресту зеленого будівництва.
Від 1960 року Іван Савчин працює механіком у колгоспі «Прогрес» у Задвір'ї, а з кінця 1963 року — учителем виробничого навчання в Задвір'янській середній школі. Того ж року знову вступив на заочне відділення факультету журналістики Львівського державного університету, який закінчив 1968 року.
У 1967 році він став коресподентом Буської районної газети «Прапор Жовтня».
З квітня 1990 року до липня 1994 року Іван Савчин став редактором Буської районної газети, яка на початку 1990-х років змінила назву на «Воля народу». У 1994 році вийшов на пенсію.

## Громадська діяльність
У листопаді 1989 року за його ініціативи було створено Буське районне відділення Товариства української мови ім. Тараса Шевченка, а у лютому 1992 року — осередок Львівської обласної спілки політичних в'язнів України. Майже жодне з велелюдних віч, які проводились в районі, не обходилось без його участі.
У 1993 року його було обрано головою Буської районної організації КУНу, яку він очолював більше десяти років.
У 1990-х роках двічі обирався депутатом Буської районної ради.

## Нагороди
- Грамотою і почесною відзнакою «Хрест Звитяги»;
- Медаллю до 90-річчя Степана Бандери;
- Грамотою і почесна ювілейною відзнакою до 100-річчя Романа Шухевича;
- Грамотою з нагоди 15-ї та 20-ї річниць Незалежності України;
- Грамотою і ювілейною медаллю до 20-річчя КУНу.

## Літературна діяльність
Перші літературні спроби Івана Савчина припадають на шкільні роки. Друкуватися почав після повернення з Сибіру в районній газеті Глинянського району «Радянське село».
У 1985 році вийшов друком роман «Важкий шлях», присвячений князеві Василію-Костянтину Острозькому, в післямові якого Валерій Смолій наголосив:
| | Твір побудовано на основі добротного фактичного матеріалу, в першу чергу документальних джерел, які відображають різні сторони життя епохи |
| — Смолій В., Післямова // Савчин І. Важкий шлях: Історичний роман / В. А. Смолій. — Львів: Каменяр, 1985. — С. 211-217. | |

Тему національно-культурного відродження українців Іван Савчин продовжив в романі «Львівське братство».
В наступних художніх творах письменника вже діють його сучасники. Так, в романі «В долинах Юдолі» (2003 рік.) висвітлені методи репресивних органів СРСР щодо українських патріотів. 2009 року вийшов автобіографічний роман «Ясир», в якому автор описує своє заслання до Сибіру.
Крім художніх творів, Іван Савчин написав ряд історико-краєзнавчих розвідок, опублікованих у Буській районній газеті, здебільшого у 1980-х роках, присвячених історії сіл Милятина, Йосипівки, Андріївки та інших. Крім того, він є автором кількох краєзнавчих книг:
- Буськ у вирі століть. — Львів: Львівські новини, 1996.
- Задвір'я. — Львів: Сполом, 2009.

### Творчий доробок
- Савчин І. Важкий шлях: Історичний роман / І. П. Савчин — Львів: Каменяр, 1985. — 222 с.
- Савчин І. Львівське братство: Роман / І. П. Савчин; худ. В. Сердюков. — К.: Радянський письменник, 1990. — 254 с.
- Савчин І. Буськ у вирі століть / І. П. Савчин. — Львів: Львівські новини, 1996. — 184 с.
- Савчин І. В долинах юдолі: Роман / І. П. Савчин. — Львів: Сполом, 2003. — 176 с.
- Савчин І. Убинщина: Нарис / І. П. Савчин. — Львів: Сполом, 2005. — 44 с.
- Савчин І. Убинщина: Нарис /  І. П. Савчин. — Львів: Сполом, 2010. — 44 с.
- Савчин І. Задвір'я: Нариси історії села // І. П. Савчин. — Львів: Сполом, 2009. — 72 с.
- Савчин І. Вивіз: Уривок з роману «Ясир» / І. П. Савчин// Літературний світ Львівщини. — Т. 1.: Проза. — Львів: Ліга-Прес, 2008. — С. 179—184.
- Савчин І. Ясир: Роман / І. П. Савчин. — Львів: Сполом, 2009. — 276 с.
- Савчин І. Звідки пішов Милятин / І. П. Савчин // Прапор Жовтня. — 1987. — 15 квітня.
- Савчин І. На перехресті доріг: Цехи і промисли в Буську в 15-16 ст. / І. П. Савчин // Прапор Жовтня. — 1987. — 12-14 травня.
- Савчин І. Папірня в Буську / І. П. Савчин// Прапор Жовтня. — 1988. — 19 квітня.
- Савчин І. Задвір'я / І. П. Савчин // Прапор Жовтня. — 1988. — 22 березня.
- Савчин І. Древнє місто над Бугом / І. П. Савчин //Прапор Жовтня. — 1988. — 15 листопада. — розповідь про давню історію Буська. Складається з п'яти розділів: «Земля літописних Бужан». «У вирі князівських міжусобиць», «Біля чорного шляху», «Галицька Венеція», «Бунт знедолених».
- Савчин І. Переклик віків: До 900-річчя Буська / І. П. Савчин // Прапор Жовтня. — 1989. — 31 серпня.

Археологічні розкопки, що проводилися в Буську, зібрали багату колекцію знахідок, які далі будуть вивчатися, досліджуватися фахівцями.
- Савчин І. Перша Буська читальня: З історії читальні «Просвіта» у нашому місті / І. П. Савчин // Прапор Жовтня. — 1989. — 24 жовтня.
- Савчин І. Не на голому місті: З історії розвитку промисловості у Буську / І. П. Савчин //Прапор Жовтня . — 1989. — жовтень.
- Савчин І. Освіта наших предків: З історії шкільництва в місті Буську /І. Савчин // Прапор Жовтня. — 1989. — 28 жовтня.
- Савчин І. Стрілець з Фирліївки / І. П. Савчин // Воля народу . — 1990. — 12 червень.
- Савчин І. Що сіяли 100 років тому / І. П. Савчин // Воля народу. — 1990. — липень.
- Савчин І. Хто, які і на що ми: Україні — самостійність / І. П. Савчин // Воля народу. — 1991. — № 115. — С. 1.
- Савчин І. Збережемо тую славу: До 50—річчя УПА / І. П. Савчин // Воля народу. — 1992. — № 3. — С. 2.
- Савчин І. Посади своє дерево: Хто ми? / І. П. Савчин // Воля народу. — 1992. — № 29. — С.  2.
- Савчин І. Під номером «Я — 916»: до 50—річчя УПА / І. П. Савчин // Воля народу. — 1992. — № 44. — С. 2.
- Савчин І. Навічно в пам'яті народній / І. П. Савчин // Воля народу. — 1994. — 9 липня.

## Публікації про Івана Савчина

### Рецензії на книги Івана Савчина
- Бучко Р. Історія Задвір'я // Воля народу. — 2009. — 29 жовтня.
- Бучко Р. «Ясир» — нова книга Івана Савчина про незнищенність українства // Воля народу. — 2009. — 15 жовтня.
- Воловець Л. На каторзі // Дзвін. — 2010. — № 12. — С. 136–139.
- Герасимів Л. «Ясир» Івана Савчина // Воля народу. — 2009. — 17 грудня.
- Іванців М. Книга, яка допомагає позбутись ярма: замість рецензії // Воля народу. — 2004. — 23 січня.
- Палинський Ф. В долинах юдолі І. Савчина // Нація і держава. — 2004. — 20-26 липня. — № 27.
- Письменники Львівщини: Бібліографічний довідник. — Львів: Кобзар. — 2005. — С. 45.
- Савчин І. Ясир: Роман: книжкова ятка // Літературна Україна. — 2010. — 26 серпня. (анотація на книгу «Ясир»).
- Томків В. Іван Савчин: Буськ у вирі століть // Українське слово. — 1998. — 6 серпня.
- Якубовська М. Про «Вивіз» І. Савчина // Літературний світ Львівщини. — Т.1: Проза. — Львів: Ліга-Прес, 2008. — С. 179.

### Публікації про Івана Савчина
- Іван Савчин: Письменник, краєзнавець, просвітитель: нарис / Буська ЦРБ; [бібліогр. — уклад. О. Б. Стецьків]. — Буськ, 2005. — 18 с.
- Карпій М. Книга, яка творить людину // Воля народу. — 2007. — 4 травня.
- Письменники Львівщини: Бібліографічний довідник. — Львів: Ліга-Прес, 2008. — С. 89.
- Читайте Івана Савчина // Воля народу. — 2009. — 17 вересня.